# Euxoa olivalis
Euxoa olivalis là một loài bướm đêm trong họ Noctuidae.